# أوغوستا برنارد
أوغوستا برنارد (بالفرنسية: Augusta Bernard) هي مصممة أزياء فرنسية، ولدت في 1886 في بروفنس في فرنسا، وتوفيت في 1946.